# Juan Des Crescenzio
Juan Enrique Des Crescenzio Fontes (Montevideo, 6 de enero de 1948) es un músico uruguayo, guitarrista, compositor, referente y fundacional de la corriente "beat", de la década del 60 en Uruguay.

## Biografía

### Inicios
Nació en el Barrio de La Blanqueada, en Montevideo. Aprendió a tocar la guitarra a los diez o doce años, interpretando temas clásicos y también folklóricos. Tuvo el privilegio de ser alumno de Atilio Rapat, uno de los más grandes maestros de la guitarra, y gran docente. Luego estudió con César Amaro Carlevaro en el NEMUS (Núcleo de Educación Musical), instituto fundado por Daniel Viglietti.
 

Desde muy joven decidió seguir su clara vocación por la música, dedicándose plenamente, ya sea como docente o tocando en diversas proyectos musicales. 
"Juan pertenece a los primeros "beatleros" montevideanos, padres del llamado "candombe beat", considerados referentes importantísimos para las posteriores generaciones de músicos." (Solveig Gurgitano - 2015) 

### Brasil (1968-1969)
Tomando clases con Jiménez en Montevideo, es impulsado por éste a viajar y probar suerte en Brasil con un trío. Finalmente van a Porto Alegre: Walter "Chaveta" García, un bajista y Juan. Allí se vincula con el quehacer artístico, estudia teatro y fundamentalmente armonía para guitarra, pues la Bossa Nova lo cautiva inmediatamente. La suerte no los acompaña y vuelven casi un año después. De todas maneras lo aprendido por Juan en armonía le posibilita su proyección como docente y posteriormente en sus futuras composiciones.

## Bandas que integró

### El Sindykato (1969 - 1972)
El nombre surge en coautoría con Miguel Livichich. En el 69, Juan, en tratativas por vender una guitarra que había traído de Brasil, es que conoce a Miguel y empiezan a pensar en fundar un grupo. Miguel le sugiere "El Sindicato" (inspirado en la banda inglesa "The Syndicats") a lo que Juan aporta la idea de cambiar la segunda "i" latina por "y" griega y la "c" por la "k", quedando definitivamente como "El Sindykato" 
- Integrantes (primera formación): Juan Des Crescenzio (voz, guitarras, armónica), Miguel Livichich  (voz, guitarra), Santiago Poggi (órgano, piano, clave), Juan Carlos Tizzi (bajo, coros), Mario "Chichito" Cabral (tumbadoras) y Oscar Rial (batería, maracas, coros).[6]

Esta formación graba su primer Lp, que incluía en el track B6 el tema que los hizo ganar el Festival de Música Beat de Piriàpolis, "La fuga de la Carbonería", con letra y música de Miguel Livichich, que relataba la fuga del Penal de Punta Carretas en 1931.
- Integrantes (segunda formación): Juan Des Crescenzio (voz, guitarras), Santiago Poggi (piano), Mario Poggi (flauta dulce soprano), Juan Carlos Tizzi (bajo, coros), Héctor "Cacho" Tejera (tumbadoras) y Oscar Rial (batería).[9]

Esta formación grabó un LP(segundo), que se transformó en el más trascendental de la banda. El track A2 contiene el emblemático tema de Juan Des Crescenzio, en letra y música, "Don Martín": 
"Perdidos entre las sierras la familia de Martín / tiene un castillo de barro, un soldado chiquilín / y una rosa de esperanza sin abrir. / Cuando se incendia la tarde y en la siesta de Martín / se inventa un día cualquiera / que con un zaino revuela el pasado / y en el rincón de los ochenta / ferrugiento está el arado. / ¿Dónde va ese ser que el tiempo talló / y le dio un lenguaje a sus manos / y una mirada que abarca todo el llano / y una mueca intento de sonrisas? / Allá no le pintan muros porque no saben leer / pero cada cinco años viene un gordo barrigón / que le habla de mil reformas y Martín nunca las vio. / Así es don Martín. / Huella, huella, huella, don Martín… / Grita la injusticia bajo el sol de la mañana don Martín."
Don Martín Viera (tío de Miguel Livichich), era un criollo que se crio y vivió en las "Puntas del Parao", depto. de Treinta y Tres. Una "semana de turismo" (o Semana Santa), los integrantes de la banda van a pasar las vacaciones a la casa de Martín. El "soldado chiquilín" (que menciona el texto), era uno de los 13 hijos de Martín, que se quedó con él a trabajar en la Calera que tenían. Martín mismo arrastraba las piedras calizas y las quemaba en el horno para hacer la cal y venderla, además de carnear y vender carne de cordero. Volviendo Juan a Montevideo es que compone el tema, que con el tiempo se convierte en uno de los más populares de su obra y de El Sindykato.Otro tema de Des Crescencio, en el Track B3, "Anacleto", en la temática recurrente de Juan sobre los personajes del ámbito rural::
"Ya se ha puesto el sol.  Ahora te quema la luna. / Sin sombras vas.  Sin sombra y luz, sin sombra y luz… / ¡Ay!  Qué diferente y es tu cuerpo tostado / Al de aquella niña que la pintó el verano. / Tú con sueños largos de trigales encendidos / Vas sembrando tiempo por los campos del olvido. / Juegos de la infancia él nunca los tuvo. / Maduró en arado destino de surco. / Gobernante es el patrón.  Él habla muy bien, / pero aquí mi amigo qué diferente y es. / Dibujó en el viento un niño una mujer. / Se lo borró el pago de aquel fin de mes. / Largó el arado. Vino a la ciudad. / Vió que todo era leyenda. Volvió por su soledad."
La cara "B" del Lp inicia con el tema "La Vieja", que Juan dedicara a su madre Aida:
"La viola abajo ’el brazo / silbando un tema viejo / vuelvo por calles calladas / silencio herido de eco. / Y es mi sombra que al perderse / rompe el cielo, amanece. / La luz está prendida, la vieja en una silla / esperándome, esperándome, quedó dormida. / Muchas blancas canas cubren su cabeza / manto de tristezas y preocupaciones. / Muchas blancas canas cubren su cabeza / rama de tu árbol, fruto de tu flor, la flor. / La mamma, la mamma…"

#### El Sindykato, el Frente Amplio y Dean Reed
Es conocida la adhesión militante que El Sindykato tenía con esta coalición política, y su apoyo incondicional en la campaña electoral del año 71. En este contexto se vinculan con el cantante-actor estadounidense Dean Reed, quien llegó a vivir en Montevideo entre agosto y octubre de 1971. Lo acompañaban en sus presentaciones en vivo, siendo El Sindykato la banda soporte que grabó el Lp "Dean Reed en Montevideo".Juan cuenta los entretelones de esa grabación:
“La gente del Partido Comunista nos dijo de acompañarlo a grabar un disco. Un señor que era americano, que nosotros no conocíamos. Nos fuimos a ensayar. De repente se apareció un tipo que parecía salido de una película”. (...) Él tenía problemas con la pronunciación. Cantaba así: “Si callau el cantour, caollau la vidau”. Tratábamos de ayudarlo a pronunciar bien, pero cuando salía mal, nos matábamos de la risa juntos. Era súper simpático y una gran persona”.

#### Estadio Centenario26 de febrero de 1973
El 25 de febrero del 73 estaba programado "el espectáculo internacional de música y canto celebratorio del desimosexto aniversario de EL POPULAR y solidario con la causa de los pueblos de Chile y Vietnam". Por razones climatológicas se posterga para el día siguiente, lunes 26. Esta fue una de las últimas actuaciones de Juan con El Sindykato. Es esta oportunidad compartió escenario con: Quilapayún, Alfredo Zitarrosa, Víctor Heredia, Dean Reed, Vera Sienra, Psiglo, Manuel Capella, Washington Benavides, Carlos Benavides y Los Eduardos.

### Cantaclaro (1973 - 1974)
- Integrantes: Juan Des Crescenzio (voz, guitarra), Miguel Livichich (voz, guitarra), Luis Michelle ( flauta), Rubén Di Martino (contrabajo), Walter "Chaveta" García (percusión) y Marne Mallo (batería).

Este grupo grabó para Sondor únicamente un Sp que incluía "Pedro Tierrajena" (Juan Des Crescenzio) y Pídele (Miguel Livichich), a fines de 1973. 

El tema "Pedro Tierrajena" está basado en la historia de Oscar Felipe Fernández Mendieta, peón rural del Depto. de Durazno, 26 años, detenido/secuestrado un mes antes del Golpe de Estado, el 24 de mayo de 1973. Integrante del PCR (Partido Comunista Revolucionario), muere bajo torturas el mismo día de su secuestro.

"Las penas de Pedro las puede hallar / en cualquier casa o en cualquier lugar / donde entra la luna en las noches de zinc( donde pasa la vida corriendo al pan / donde en la agenda de Dios la hoja se le perdió. / Ahí nacen niños y no es Belén / no brilla una estrella a que vengan por é / hay vacas ajenas que no dan calor / en un rancho de paja, señor un niño nació / de una madre gaucha y un padre peón. / El hombre ara la tierra ajena / surco tras surco pena y miseria / y ese llanto campesino huele a patria / viene de lejos y se agiganta / El hombre consciente de la situación / tenía una idea y no la escondió / en el medio del campo se escuchó su voz / qué torpeza del hombre, que al hombre mató / sin saber que esa idea la multiplicó. / Pedro es abono de la tierra nueva / anda en el viento cambiando miserias / y el anónimo grito se levanta / como el sol en las mañanas, / Pedro como un ave se quiso escapar / de la jaula de surcos salir a volar / pájaro herido que al suelo cayó / de otro lugar de frío y de dolor. / Hay muchos Pedros que quieren gritar / los silencios de otros que callados están / se matan los hombres vuelven otra vez / de la carne del Pueblo libre nacer. nacer libres."

Cantaclaro da un concierto en el Teatro El Galpón, en Montevideo, el 11 de diciembre de 1973. Poco tiempo después el grupo se desintegra (eran tiempos muy difíciles y la represión de la dictadura ya comenzaba a tornarse muy peligrosa) y Juan y Miguel se radican en Bs As, Argentina.

### Cantaliso (1974 -1975)
Ya en Buenos Aires, Juan se junta (y se reencuentra) con ex colegas de viejas andanzas musicales y forman Cantaliso, nombre inspirado en el poema "Cantaliso en un bar" de Nicolás Guillén, musicalizado por Daniel Viglietti, para su Lp "Canciones chuecas" .
- Integrantes: Juan Des Crescenzio (voz, guitarra), Alfredo Gómez (guitarra), Roberto "Kano" Alonso (bajo) y Héctor "Cacho" Tejera (percusión).

Juan trabajaba para una casa de discos con el seudónimo de "Jean Passellier" y de lo que ganaba en esas grabaciones juntaba para grabar con Cantaliso. Seguramente fue el primer grupo en hacer el estilo de "Candombe beat" en Buenos Aires. Finalmente el grupo no llega a completar las grabaciones de un posible Lp, por "desacuerdos artísticos" entre la grabadora RCA (Argentina) y sobre todo Juan que era el que escribía para el grupo.

## Los tiempos de la calle Azcuénaga (1974 - 1978)
En Buenos Aires, pleno Barrio Norte, vivió con Julio Cesar Castro "Juceca", un tiempo largo en un apartamento a los fondos de un Instituto, donde confluían infinidad de personalidades de la Cultura Rioplatense: Eduardo Galeano, Mario Benedetti, Juan Carlos Somma, Ciro Pérez, Eduardo Darnauchans, Roberto Grela, Nicolás "Colacho" Brizuela, Agustín Carlevaro, Ángel “Kelo” Palacios, Gualberto López, Alfredo Zitarrosa, Enrique Estrázulas, César Amaro, Jorge Estela-Thompson, entre muchos.

Relata Juan, en una entrevista que le hiciera Solveig Gurgitano en marzo de 2015:

"Además de tener un trabajo formal, - recuerda Juan -, daba clases de guitarra, tocaba por ahí, y hasta grabé un LP con canciones infantiles junto a María Teresa del Corral. Gracias al trabajo. de vivir en una pensión pasé a tener un autito y alquilé un apartamento ubicado en los altos de un teatro donde dos por tres me cruzaba con Federico Luppi. De a poco se convirtió en un lugar de reunión y de encuentro entre compatriotas muchos huían de la dictadura uruguaya. Vivíamos inmersos en una atmósfera densa de humo y alcohol, pero también de absoluta creatividad: Julio César Castro ("Juceca") en una de las habitaciones. martillando sus ideas sobre la máquina de escribir. y muy cerca Juan Carlos Soma, pintando. Nos entendíamos, nos queríamos, hacíamos las cosas a fondo aunque no veíamos mucho el objetivo, ni tampoco el final, de todas maneras poníamos toda nuestra energía." 

### El Candombe del olvido
En varios de los encuentros con Zitarrosa, en el apto. de la calle Azcuénaga, es que componen el clásico "Candombe del olvido"

"Dónde estarán los zapatos aquellos / que tuve y anduve con ellos. / Dónde estarán mi cuchillo y mi honda / el muchacho que fui, que responda. / El candombe del olvido / tal vez si yo le pido un recuerdo / me devuelva lo perdido. / Ya no recuerdo el jardín de la casa / ya nadie me espera en la plaza. / Suaves candombes, silencios y nombres / de otros, se cambian los rostros / El candombe del olvido / corazón dividido en candombes / no recuerda haber nacido. / Quién me dará nuevamente / mi voz inocente, mi cara con lentes. / Cómo podré recoger las palabras habladas / sus almas heladas. / El candombe del recuerdo le pone un ritmo lerdo al destino / y lo convierte en un camino. / Qué duros tiempos, el ángel ha muerto / los barcos dejaron el puerto / tiempo de amar, de dudar, de pensar y luchar / de vivir sin pasado. / Pero el candombe no olvida y y renace en cada herida / de palo del tambor, con alma y vida. / Tiempo raudal, una luz cenital / cae a plomo en la fiesta de Momo / Tiempo torrente que fluye / por Isla de Flores llegan los tambores. / Fuego verde, llamarada / de tus roncos tambores / del Sur, techos de seda bordada. / Rueda y rueda al infinito / el candombe no es un grito / se canta y no se baila, lai-la-rai-la / Que se baila y no se canta / el candombe es una planta que crece / y hasta el cielo se estremece. / Solo canta porque puede / t olvida lo que quiere / la copla no lo mata ni lo hiere. / Flor azul en una lata / relámpago de plata / la vida no lo hiere ni lo mata. / Vuelve a amar y no se cansa / la vida no le alcanza / la muerte es una ingenua adivinanza.":
El caso de esta composición en dupla (letra de Zitarrosa y música de Des Crescenzio), es muy curioso en la carrera de Zitarrosa. Casi que no hay ejemplos de que Alfredo Zitarrosa haya compuesto en coautoría con músicos de la generación de Juan Des Crescenzio. Cuenta Juan, en una entrevista que le hiciera Fredy González para el programa radial "Sosteniendo la Pared" 
"Él me tomó como su cachorro, dijera Osiris, algo así... me vería tan solo, tan boleado, que me tomó por alguien de la familia... Él me regaló una guitarra, por ejemplo... (...) Si, me había tomado por alguien muy especial. Pasamos un año, casi,  juntos"

## Montreux, Suiza (1980 - presente)
Trabajando en el Restaurante "La tasca de cuchilleros", en San Telmo, interpretando un show con un repertorio variopinto y viviendo en situación bastante precaria, es que su hermana María Teresa, que vivía en Sierre, Suiza, le sugiere viajar a Europa. En principio viaja a Francia y ahí se reencuentra con Atahualpa Yupanqui (a quien había conocido personalmente en Buenos Aires) y le aconseja irse a Suiza. Tardaría dos años en radicarse definitivamente en Montreux. En ese tiempo hace varias presentaciones en Suiza, Romandía y Alemania con "Marilda y Daniel", dos jóvenes músicos de Río de Janeiro. Con el dúo argentino "Los Mensajeros" (Marta y Néstor Sucar) emprende varias giras: Suiza, Italia, Francia, Alemania, Costa Atlántica de Francia, siendo "teloneros" en el Victoria Hall de Ginebra, de Charles Aznavour y Sacha Distel.
En 1980, ya radicado en Montreux, es contratado como docente de música y guitarra en el SURVAL MONTREUX (Girl's Schools in Switzerland). A partir de ese nuevo contrato de trabajo y con ganas de fundar una familia, su actividad artística se vuelve más local. Por las noches, con diferentes artistas, anima veladas en un boliche cerca de casa, "Le auberge des Planches" donde tiene la oportunidad (inimaginable para Juan), de conocer en las largas veladas musicales del Restaurant a Freddy Mercury (quien le pide que lo acompañe en "The girl from Ipanema") y a Mike Oldfield, quien le solicita algunas cosas que Juan había tocado en su performance nocturna.
En 1986 y 1989 nacen sus dos hijos: Martín y Melissa respectivamente y comienza una nueva etapa laboral como docente en "Ecole Club-Migros" en Vevey Aigle", abre un Taller de guitarra en Montreux y sigue con sus cursos en varias escuelas de la región.
En el 2000, en Montreux, integra el Grupo "Aconcagua", con el que graban el CD "Reflejos del Sur". El grupo estaba integrado por: Daniel Díaz, Patricia Venegas, Anne Leuhmann y Juan Des Crescenzio.
En 2001 se reencuentran discográficamente con su compañero de los 60, Miguel Livichich, quien lo invita a participar de su proyecto "Capicúa". Juan lo hace desde Montreux grabando en "Alzac Studio". El CD contiene 12 temas, de los cuales 8 están compuestos por esta vieja dupla compositiva.
- Participan de este CD: Miguel Livichich (voz), Martín "Shefa" Giorgieff (teclados),  Fernando Calleriza (guitarras), Oscar Pereyra (trompeta), Ricardo Junior Rojo (Gaita aragonesa), Carlos Novak (bajo), Nicolás Arnicho (percusión), Leonardo Livichich (coros), Daniel Morán, Gerardo "Turco" Reyes, Luis Ortiz y Marcel Keoroglian (voces de murga en "La Blanqueada"), Martín Ibarburu (batería).[32]

El track 7 de este CD es "El vuelo", con letra de Juan y música de Miguel. Cuenta Juan al respecto:
""El vuelo" se lo hice a (Aníbal) Sampayo. Lo conocí apenas salió de la jaulita; como un pajarito aterrizó en Ginebra, y volviendo de allí a Montreux, en 80 km, se me ocurrió esa canción: "el ave en la prisión cuando le abre las puertas vuela por instinto, el vuelo de un hombre tiene su parecido", eso es lo que sentí yo. Sampayo se fue un largo tiempo a Suecia."

## Grupo "Vientos del Sur" (2004 - 2012)
- Integrantes: Ana Maria Lopez (voz), Juan Des Crescenzio (guitarra), José Briceño (flauta traversa, cuatro venezolano, percusión).

Con este grupo dieron conciertos en: Ginebra (Librería-Sala "Albatros"), Lausanne (Centro Cultural "Los Andes", "La casona Latina", "Association Latinos en Vevey"), Montreux ("Ancienne Poste des Planches"), entre muchos lugares.

## Discografía[34]
- 1970 - "La fuga de la carbonería" / "Tu nombre en la calle" - El Sindykato (SP Sondor - 50.115)[35]
- 1970 - "Graf Spee" / "Los Pañuelos" - El Sindykato (SP Sondor - 50.123)[36]
- 1970 - "Los que tienen que ver" - Varios Artistas (SONDOR 33118)[37]
- 1970 - "Para hacer música, para hacer..." / "Montevideo, No puedo estar más aquí" - El Sindykato (SP Sondor - 50.155)[38]
- 1970 - "Sindykato" - El Sindykato (Sondor - 33112)[6]
- 1971 - "Dean Reed en Montevideo" - Dean Reed (Foldef 30)[12][39]
- 1972 - "Don Martín" / "Inocentes navegantes" - El Sindykato (SP Macondo - GAM 2577)[40]
- 1972 - "El Sindykato" - El Sindykato (Macondo - GAM 552)[9]
- 1973 - "Pedro Tierrajena" / "Pídele" - CantaClaro (SP Sondor 50.242)[15]
- 1976 - "Estás creciendo" - María Teresa del Corral (La Cornamusa E/015)[22][41]
- 1979 - "Candombe del olvido" - Alfredo Zitarrosa (Movieplay - 17.1521/0)[23]
- 2000 - "Reflejos del Sur" - Aconcagua (Producción Independiente)[42][29]
- 2001 - "Capicúa" - Miguel Livichich (Barca Discos - SLC 609)[43]
- 2009 - "Los elegidos" - Alfredo Zitarrosa (Sony Music – 8869 753366-2)[44]